# Andray Blatche
Andray Maurice Blatche (Siracusa, Nueva York; 22 de agosto de 1986) es un baloncestista de nacionalidad estadounidense y filipina que actualmente se encuentra sin equipo. Con 2,11 metros de estatura, juega en la posición de ala-pívot.

## Carrera

### Instituto
Blatche asistió al Instituto South Kent en South Kent, Connecticut, y dio el salto a la NBA directamente desde el instituto, siendo seleccionado por Washington Wizards en el Draft de la NBA de 2005 en la 49.ª posición de la segunda ronda, aunque todas las predicciones apuntaban a que sería elegido en primera ronda. Antes de asistir a South Kent, Blatche pasó cuatro años en el Instituto Henninger en Syracuse, New York, donde promedió 25 puntos, 18 rebotes y 8 tapones, liderando a su equipo a un balance de 25-0. En South Kent sus números fueron de 27.5 puntos, 16 rebotes y 6 tapones en los cinco años que estuvo allí, y guio al conjunto a un récord de 32-9.

### NBA

#### Washington Wizards (2005-2012)
El 25 de septiembre de 2005, Blatche fue disparado cuando le robaban su coche. Afortunadamente, se recuperó exitosamente jugando su primer partido con los Wizards el 11 de noviembre de 2005. Debido a que no jugó al baloncesto universitario y aún estaba demasiado verde, los Wizards le asignaron a Roanoke Dazzle de la NBDL, equipo afiliado a Washington, donde promedió 11.2 puntos y 6.8 rebotes en los 6 encuentros que disputó.
Tras a las lesiones de Etan Thomas y Michael Ruffin, Blatche jugó con los Wizards durante la temporada 2006-07. Disputó 56 partidos, 14 de ellos como titular, promediando 3.7 puntos y 3.4 rebotes. El 5 de febrero de 2007 realizó su mejor partido en la NBA, anotando 14 puntos ante Seattle SuperSonics gracias, en parte, a la lesión de Antawn Jamison. Los seis encuentros que jugó debido a ello, Blatche promedió 8 puntos y 7.7 rebotes por noche.
En agosto de 2007, Blatche fue renovado por los Wizards, aumentando sus números en pista debido a las lesiones de Etan Thomas.
En enero de 2010 tuvo uno de sus momentos más desagradables, cuando fue multado con 10 000 dólares por participar en el escándalo de Gilbert Arenas, cuando este estuvo disparando armas antes de un partido contra Philadelphia 76ers. En febrero de ese año, Blatche tuvo uno de sus mejores partidos, al anotar 36 puntos en un partido contra New Jersey Nets. En abril, de nuevo contra los Nets, hizo su primer triple-doble.
En septiembre de 2010, los Wizards extendieron el contrato de Blatche. En marzo de 2012, los Wizards anunciaron que Blatche se incorporaba a la lista de jugadores inactivos. En julio, se anunció que los Wizards efectuaban la cláusula de amnistía sobre él.

#### Brooklyn Nets (2012-2014)
El 12 de septiembre de 2012 fichó por Brooklyn Nets.

### Asia
En enero de 2024 retornó a la actividad para disputar el Dubai International Basketball Championship con el Strong Group en representación de Filipinas. Ese equipo, en el que también jugaron Andre Roberson, McKenzie Moore y Dwight Howard, culminó como subcampeón del torneo.

## Selección nacional
Se nacionalizó con Filipinas para jugar el Campeonato Mundial de Baloncesto de España en el verano de 2014.
El senado de Filipinas aprobó su nacionalización, en un trámite que se empujó como una cuestión de estado, después de intentarlo con varios jugadores estadounidenses. Anteriormente, no había ningún lazo entre Andray Blatche y Filipinas hasta que el senado de ese país aprobó por 20-0 su nacionalización.
Blatche ocupará el lugar de Marcus Douthit, otro estadounidense trotamundos desde que salió de la universidad de Providence y anduvo por las ligas de Puerto Rico, Venezuela, Turquía, China, Rusia y fracasó en varios intentos por jugar en la NBA.
En su debut en partido oficial con Filipinas en el Mundial de España el 30 de agosto de 2014, fue el máximo anotador de su equipo (28 puntos), pese a la derrota frente a Croacia.

## Estadísticas de su carrera en la NBA

### Temporada regular
| Año     | Equipo     | PJ  | PT  | MPP  | %TC  | %3P  | %TL  | RPP | APP | ROB | TPP | PPP  |
| ------- | ---------- | --- | --- | ---- | ---- | ---- | ---- | --- | --- | --- | --- | ---- |
| 2005-06 | Washington | 29  | 0   | 6.0  | .388 | .231 | .833 | 1.3 | .3  | .2  | .2  | 2.2  |
| 2006-07 | Washington | 56  | 13  | 12.2 | .437 | .148 | .612 | 3.4 | .7  | .3  | .6  | 3.7  |
| 2007-08 | Washington | 82  | 15  | 20.4 | .474 | .231 | .695 | 5.2 | 1.1 | .6  | 1.4 | 7.5  |
| 2008-09 | Washington | 71  | 36  | 24.0 | .471 | .238 | .704 | 5.3 | 1.7 | .8  | 1.0 | 10.0 |
| 2009-10 | Washington | 81  | 36  | 27.9 | .478 | .295 | .744 | 6.3 | 2.1 | 1.0 | .9  | 14.1 |
| 2010-11 | Washington | 64  | 63  | 33.9 | .445 | .222 | .777 | 8.2 | 2.3 | 1.5 | .8  | 16.8 |
| 2011-12 | Washington | 26  | 13  | 24.1 | .380 | .286 | .673 | 5.8 | 1.1 | .8  | .6  | 8.5  |
| 2012-13 | Brooklyn   | 82  | 8   | 19.0 | .512 | .136 | .685 | 5.1 | 1.0 | 1.0 | .7  | 10.3 |
| 2013-14 | Brooklyn   | 73  | 7   | 22.2 | .476 | .278 | .742 | 5.3 | 1.5 | 1.0 | .5  | 11.2 |
| Total   | Total      | 564 | 191 | 22.1 | .467 | .237 | .725 | 5.4 | 1.4 | .9  | .8  | 10.1 |

### Playoffs
| Año   | Equipo     | PJ | PT | MPP  | %TC  | %3P  | %TL   | RPP | APP | ROB | TPP | PPP  |
| ----- | ---------- | -- | -- | ---- | ---- | ---- | ----- | --- | --- | --- | --- | ---- |
| 2007  | Washington | 2  | 0  | 12.5 | .667 | .000 | 1.000 | 3.5 | .0  | .0  | .0  | 4.5  |
| 2008  | Washington | 6  | 0  | 14.8 | .429 | .000 | .333  | 3.3 | .2  | .3  | 1.0 | 3.7  |
| 2013  | Brooklyn   | 7  | 0  | 19.7 | .500 | .000 | .824  | 4.9 | 1.3 | .3  | .4  | 10.3 |
| 2014  | Brooklyn   | 12 | 0  | 14.3 | .448 | .000 | .833  | 5.0 | .3  | .5  | .2  | 6.4  |
| Total | Total      | 27 | 0  | 15.7 | .476 | .000 | .733  | 4.5 | .5  | .4  | .4  | 6.7  |